# 립세의 사계
《립세의 사계》(폴란드어: Chłopi)는 2023년 개봉한 역사 드라마 애니메이션 영화이다. DK 웰치먼 & 휴 웰치먼 부부가 감독과 각본을 맡았으며, 브와디스와프 레이몬트의 소설 《농민》이 원작이다. 2024년 아카데미 시상식 국제영화상 부문 폴란드 출품작이다.

## 줄거리
폴란드의 평화로운 작은 마을 립세의 가장 아름다운 여성으로 꼽히는 야그나를
주변 마을 사람은 좋게 보지 않지만 얼마전 아내를 먼저 보낸 마을 최고의
부유한 농민 보리나는 재혼상대를 찾고 그 상대로 야그나가 떠오르게 된다.
하지만 보리나의 아들 안체크와 사랑을 나눈 야그나는 자신의 어머니 욕망을
부채질한 보리나의 계획에 넘어간 어머니의 강요로 야그나는 보리나와 결혼하게 되는데...

## 출연진
- 카밀라 우젱도프스카 - 야그나
- 로베르트 굴라치크 - 안테크 보리나
- 미로스와프 바카 - 마치에이 보리나
- 소니아 미에티엘리차 - 한카 보리노바
- 에바 카스프시크 - 도미니코바
- 치프리안 그라보프스키 - 비테크
- 체자리 우카셰비치 - 미하우
- 마우고자타 코주호프스카 - 오르가니스트의 아내
- 소니아 보호시에비치 - 시장 부인
- 도로타 스탈린스카 - 야구스틴카
- 안제이 코놉카 - 시장
- 마테우시 루신 - 마테우시
- 마치에이 무시아우 - 야시오